# 코튼: 판타스틱 나이트 드림즈
《코튼: 판타스틱 나이트 드림즈》는 석세스가 제작한 아케이드 진행형 슈팅 게임이다. 《코튼》 시리즈 첫 번째 작품으로, 세가 시스템 16 아케이드 기판으로 개발돼 일본서 1991년 4월 처음 발매됐다. 주인공 코튼을 조종해 요정 동료 실크와 함께 악의 무리를 해치우고 전설의 사탕 '윌로'를 얻는 것이 주 내용이다. 횡스크롤 스테이지 상에서 진행되는 슈팅 게임플레이가 특징이다.
1993년 CD 어레인지 사운드트랙과 컷신에 음성이 지원되는 PC 엔진 CD용 이식판이 일본과 북미 지역에서 발매됐다. 이후 1993년 X68000, 1999년 플레이스테이션으로 아케이드판에 기반한 이식작이 출시됐으며, 네오지오 포켓 컬러와 휴대 전화용 모바일으로도 간략화된 판이 발매됐다.
2021년에 시리즈 30주년 기념으로 리메이크 《코튼 리부트!》가 닌텐도 스위치, 플레이스테이션 4 및 마이크로소프트 윈도우로 출시됐다. 이 판은 X68000판을 기반으로 한 원작을 그대로 즐길 수 있는 모드와 강화된 그래픽 및 음악을 바탕으로 플레이할 수 있는 어레인지판이 같이 수록됐다.

## 개발 및 출시
《코튼》은 1991년 4월 세가의 아케이드 기판 세가 시스템 16을 바탕으로 개발돼 아케이드로 처음 출시됐다. 게임 기획은 애니메이터이자 캐릭터 디자이너였던 타무라 히데키가 담당했으며, 당시로서는 드물게 수작업으로 만든 그림을 이용해 게임 내 애니메이션 및 그래픽을 완성했다.

## 참조
1. ↑  영어: Cotton: Fantastic Night Dreams, 일본어: コットン FANTASTIC NIGHT DREAMS
2. ↑  영어: Cotton Reboot!, 일본어: コットン リブート！